# Onychogomphus cazuma
Onychogomphus cazuma — вид бабок з родини дідки (Gomphidae). Описаний у 2020 році.

## Поширення
Ендемік Іспанії. Поширений у провінції Валенсія на сході країни.